# 20115 Niheihajime
20115 Niheihajime este un asteroid din centura principală de asteroizi.

## Descriere
20115 Niheihajime este un asteroid din centura principală de asteroizi. A fost descoperit pe 12 noiembrie 1995 la Nanyo de Tomimaru Okuni. Asteroidul prezintă o orbită caracterizată de o semiaxă mare de 2,67 ua, o excentricitate de 0,23 și o înclinație de 12,8° în raport cu ecliptica.